# Rise of the Tomb Raider
Rise of the Tomb Raider (с англ. — «Восхождение расхитительницы гробниц») — компьютерная игра из серии Tomb Raider в жанре action-adventure с видом от третьего лица, разработанная Crystal Dynamics и изданная Square Enix. Проект был анонсирован 9 июня 2014 года на выставке E3 2014 в Лос-Анджелесе. Была выпущена в ноябре 2015 года на Xbox 360 и Xbox One. В январе 2016 года состоялся релиз игры на ПК, а в октябре на PlayStation 4. Согласно основной сюжетной линии, Лара Крофт отправляется в Россию на поиски секрета бессмертия.

## Игровой процесс
В игре Лара отправится в Сибирь, а также некий «оазис». Там она будет сражаться с членами ордена — агентами тайной организации «Тринити» и различными животными, в том числе и медведями. Охоте в игре отведена особая роль. Некоторые животные активны только в определённое время суток, другие с наступлением снежной бури прячутся в норы. На игровой процесс также влияют туман и изморось, которые ухудшают видимость как главной героини, так и её противников. Лара может создавать стрелы с различными свойствами, лазать по деревьям, плавать под водой, использовать травы и ткань для лечения. Для создания снаряжения Лара собирает растения, минералы, металлы, ткани и шкуры. Она умеет делать целебные смеси, ловушки, «коктейли Молотова», верёвки с крюками, отравленные стрелы и разные модели луков. Боевая система базируется на тактике и не будет походить на стелс-экшен. Для упрощения схваток с врагами героине необходимо использовать отвлекающие манёвры. Несмотря на обилие противников, главный враг Лары — окружающая среда. Игроку следует опасаться лавин и снежных бурь.
Количество головоломок в игре увеличилось, а их сложность варьируется. «Нам хочется предложить пользователям испытания, в то же время не ставя их в тупик. Поэтому в большинстве гробниц необходимо совершить несколько действий, которые приведут к каким-то результатам. Вам постоянно придётся взаимодействовать с разными элементами этой системы, а не просто стоять на месте и чесать затылок. Решение не будет быстрым, но комбинация действий в итоге приведёт к долгожданному финалу — проходу через ту самую дверь в конце комнаты» — говорил креативный директор игры Ноа Хьюс. Загадки основываются на использовании физики, а некоторые из них будут многоступенчатыми. Среди возможных заданий — расшифровка надписей на древнем языке. Некоторые из пазлов будут точной копией задач из старых частей серии. Разработчики стремились к тому, чтобы органично вписать головоломки в реалистичное окружение. Разработчики усовершенствовали способ подъёма в горы.
Анимация в игре улучшилась. Как и прежде, одежда Лары будет рваться и становиться грязной, а также намокать в воде и затем высыхать. Если героиня подойдёт к огню, чтобы согреться, то после возвращения к холоду она поёжится, привыкая к меняющейся температуре. Проходя через сугробы, Лара оставляет траншеи. По следам на снегу игрок может выслеживать животных. Rise of the Tomb Raider по-прежнему использует QTE-сцены, но в гораздо более дозированном количестве — они больше не являются центром механики. Структурно игра состоит из нескольких больших локаций, в 2-3 раза более крупных, чем у предшественника.

## Сюжет
События Rise of the Tomb Raider разворачиваются после окончания истории, отображённой в комиксах, в частности Tomb Raider: The Ten Thousand Immortals, в котором Лара пытается найти артефакт, способный исцелить Сэм, умирающую от токсичной передозировки неких веществ, выпущенный Brady Games. После путешествия на Яматай, Лара Крофт намерена найти город Китеж, также известный как «русская Атлантида». Она отправляется в заснеженную Сибирь с напарником по имени Иона Майавой, известным ещё по предыдущей части серии. Открыв в себе жажду приключений, Лара намерена обнаружить в мифическом городе секрет бесконечной жизни и вечной молодости.
Через год после событий Tomb Raider археолог Лара Крофт изо всех сил пытается объяснить свой опыт сверхъестественного на Яматае и страдает посттравматическим стрессом. В поисках ответов она обращается к исследованиям своего покойного отца лорда Крофта о затерянном городе Китеж и возможности бессмертия. Напарница лорда Крофта Ана предупреждает Лару, что одержимость её отца довела его до разорения и самоубийства. Лара организует экспедицию в Забытые города на северо-западе Сирии, надеясь обнаружить могилу ключевой фигуры легенды о Китеже — Константинопольского пророка. Гробница пуста, и Лару настигает древний орден рыцарей Троица, превратившийся в военизированную организацию, занимающуюся расследованием сверхъестественного, и лидер оперативной группы Константин. Убегая, Лара обнаруживает выгравированный в гробнице символ, который она связывает с книгой по русской религиозной истории в кабинете её отца в поместье Крофт. Она узнает об артефакте под названием Божественный источник, который, как говорят, способен даровать бессмертие. После спора со своим другом Ионой о существовании артефакта, человек Троицы проникает в поместье и крадет книгу, побуждая их отправиться в Сибирь.
В Сибири Лару и Иону разделяет лавина. Продолжая в одиночку, Лара обнаруживает, что Троица для своих операций в поисках Китежа заняла заброшенную базу советских времен. Она поймана при попытке вернуть книгу и заключена в тюрьму вместе с Аной. Константин медленно душит Ану, пытаясь заставить Лару раскрыть известное ей. Поняв, что Лара не знает местонахождение источника, Ана раскрывается как агент Троицы, а Константин оказывается её братом. Она просит Лару присоединиться к Троице, но та отказывается и попадает в камеры ГУЛАГа, где знакомится с человеком по имени Яков. Вместе они сбегают из ГУЛАГа, а Троица преследует их. Во время погони Лара теряет сознание и чуть не тонет, но Яков спасает её, и позже она соглашается помочь ему и его людям в борьбе с Троицей.
Достигнув долины горячих источников, Лара обнаруживает, что Яков является лидером её жителей, которые являются потомками последователей Пророка. Троица неоднократно нападает на поселение, оправдывая бойню волей Бога. Лара обнаруживает, что Ана неизлечимо больна и ищет Божественный источник, чтобы вылечить её. Яков предупреждает Лару, что артефакт реален, но имеет не тот эффект, какой она ожидает. Лара остается непоколебимой и отправляется на поиски артефакта Атлас, указывающего путь в Китеж. Дочь Якова, София предупреждает Лару о бессмертных хранителях Китежа. Лара находит Атлас, расположенный в архивах под руинами собора, а позже воссоединяется с Ионой, которого нашли люди Якова и доставили в долину. После того, как Лара обнаруживает путь к Китежу, силы Троицы возвращаются в долину, забирают Атлас и захватывают Иону. Лара возвращается в ГУЛАГ, чтобы найти Иону, но Константин смертельно ранит его. Лара приводит Иону к Якову, который исцеляет его. Увидев быстрое выздоровление Ионы, Лара понимает, что Яков — тот самый Пророк, получивший бессмертие от Божественного источника.
Когда Троица продвигается по нависшему над Китежем леднику, Лара вынуждена войти в город. Читая журналы, написанные агентом Троицы, Лара осознает правдивость предупреждения Якова: Божественный источник дарует бессмертие любому, кто смотрит на него ценой их души, которая хранится в источнике, чтобы предотвратить их смерть. Троица пробивает лед и входит в комнату, в которой находится артефакт. С помощью Софии и Реликта Лара пробивается через людей ордена к комнате. Константин устраивает Ларе засаду, но она смертельно ранит его. Перед смертью Константин сообщает, что отец Лары не покончил жизнь самоубийством, а был убит Троицей. Лара входит в комнату, но Ана уже забрала Божественный источник. Яков и Лара безуспешно пытаются урезонить Ану. Когда Бессмертные приближаются, Ана активирует артефакт, но переполняется его силой, давая Ларе шанс поднять его и разбить на куски, в результате чего Бессмертные погибнут. Бессмертие Якова утрачено, но он счастлив, что его время наконец пришло. Он уверяет Лару, что она изменила ситуацию, и распадается на части.
Две недели спустя в поместье Лара и Иона готовят следующую экспедицию. Лара клянется расследовать больше тайн мира и помешать планам Троицы. В сцене после титров, за две недели до того, как Лара и Иона покидают Сибирь, Лара спрашивает Ану, убила ли она её отца. Ана отрицает это, признавая, что Троица отдала ей приказ, но она не могла убить его из-за любви. Прежде чем она успевает раскрыть что-либо ещё, её убивает снайпер, который спрашивает своего невидимого начальника об убийстве Лары, и ему приказано на время отступить.
Если игрок перезагрузит свой файл сохранения после завершения игры, Лара расскажет Софии о кончине Якова.

## Разработка

### Производственный процесс

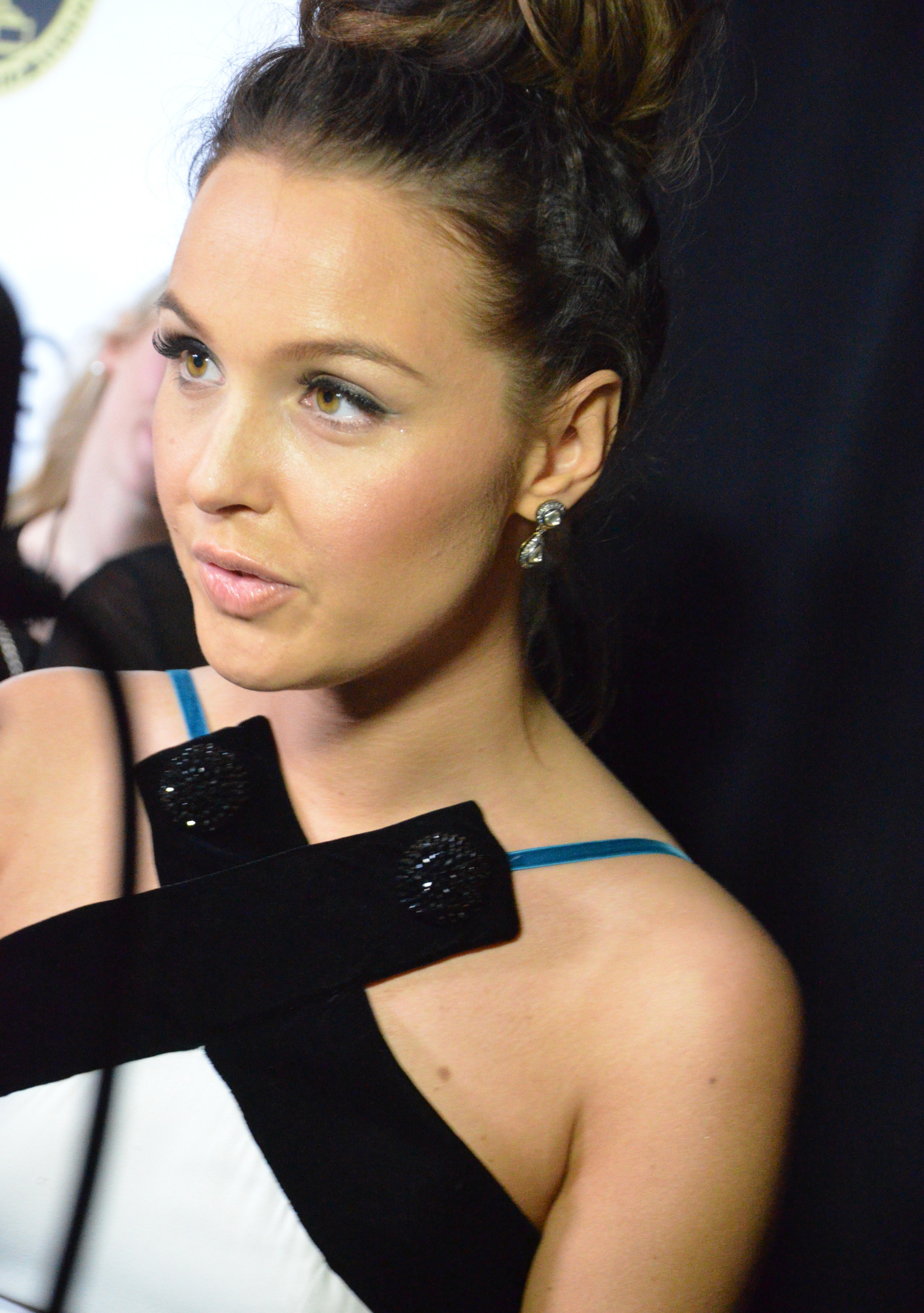
Голос Ларе подарила Камилла Ладдингтон

Разработчиком десятой части серии выступила американская компания Crystal Dynamics. Версию для Xbox One издала Microsoft. Она также помогла Crystal Dynamics с характерными особенностями освоения платформ Xbox. Версией для Xbox 360 занимается Nixxes Software, которая обычно портировала игры на PC и ранее была ответственна за Tomb Raider: Definitive Edition, а также Lara Croft and the Temple of Osiris. В производстве по прежнему задействованы Рианна Пратчетт и Камилла Ладдингтон. К работе над игрой в качестве производственного директора был привлечён Тор Блистад, возглавлявший разработку стелс-экшена Hitman: Absolution, ранее также занимавшийся Hitman: Blood Money, Daze Before Xmas и Pocahontas. Принял предложение о найме в качестве художника по окружению и Нейт Уэллс, участвовавший в создании System Shock 2, Thief: The Dark Project, BioShock, BioShock Infinite и The Last of Us. Обозреватели называли его одним из самых высококлассных специалистов в индустрии.
Продолжение Tomb Raider было анонсировано на пресс-конференции Microsoft на E3 девятого июня 2014 года. Разработчики продемонстрировали небольшой трейлер, в котором Лара находится на приёме у психотерапевта, вспоминает события на Яматае, убегает от медведя и спасается от смерти несколько раз. Разработчики сообщили о том, что главной героине предстоит побывать во множестве мест по всему миру, и используя свои навыки выживания и сообразительности, научиться доверять новым друзьям и, в конечном итоге, «принять свою судьбу как расхитительницы гробниц». Шестого июня 2015 года появилось превью нового CG-трейлера под названием «Стремись к большему» (англ. Aim Greater), в котором Лара карабкается по обледенелой горе, после чего забирается в пещеру. В ролике были показаны фотографии пилота Амелии Эрхарт и антарктического исследователя Эрнеста Шеклтона. Тогда же была обнародована обложка игры, на которой изображена главная героиня у входа в древнюю гробницу. Дебютный геймплейный трейлер был продемонстрирован 15 июня на Е3 на конференции Xbox. Square Enix на выставке продемонстрировала процесс захвата движений и рассказала о том, насколько реалистично отображаются раны, кровь, грязь и снег на теле Лары. Актёр и режиссёр Стефен Лунсфорд снимет мини-сериал, который послужит приквелом к игре.
Rise of the Tomb Raider разработана на основе движка Foundation. Игра использует новую технологию захвата движения — Mova, суть которой сводится в нанесении на лицо флюоресцентной маски, содержащей до 7000 маркеров, против прежних 90. Команда разработчиков размышляя о том, в каком месте продолжить приключения Лары, хотела найти место, сохраняющее концепцию выживания, но внешне значительно отличающееся от Яматая. Тогда Crystal Dynamics узнала о мифе, связанном с горными грядами Сибири — мифическом городе Китеже. Легенда повествует о том, что хан Батый хотел захватить город. Жители не защищая себя от монголов, начали молиться, и прежде чем армия завоевателя смогла войти в Китеж, город затонул в водах озера Светлояр, скрыв тем самым тайны и загадочные знания. По преданию только тот, кто чист сердцем и душой, может найти путь в Китеж.
Рианна Пратчетт считала, что тема поисков бессмертия была интересной для неё как писателя, и наряду со Святым Граалем, Древом Жизни она относится к одному из вечных вопросов человечества. Особенно взволновала Пратчетт возможность «помочь» Ларе на следующем этапе её путешествия. Первоначальный сценарий многократно переписывался. Посчитав, что в предшественнике было чересчур много персонажей, было принято решение уменьшить количество действующих лиц, чтобы в полной мере реализовать их потенциал. На стадии разработки студия обсуждала необходимость упоминания матери Лары Крофт. По мнению Рианны, отказ от явной сексуальности героини помог привлечь к игре новую аудиторию. Концепт-арт задаёт тон и стиль всему проекту. В Rise of the Tomb Raider он обеспечивает чувство композиции. Порой художники вкладывали в него чувство «зловещей красоты», чтобы создать интригу, таинственность и страх неизвестности. По словам режиссёра Брайана Хортона, «… окружающая среда — это второй главный персонаж в игре. Это противник, которого Лара должна в конечном счёте преодолеть».

### Выпуск
Первоначально объявленная целевая платформа игры — Xbox One. Спустя неделю после анонса игра стала доступна для предзаказа на Amazon. Исходя из данных торговой сети, игра должна была появиться на PlayStation 4, Windows, PS3 и Xbox 360. Во время пресс-брифинга на Gamescom 2014 было объявлено об эксклюзивности игры для платформ Xbox. Ряд игроков, раздосадованных данной новостью, направили массу комментариев в Square Enix, обвиняя издателя в отталкивании своих поклонников, являющихся владельцами других платформ. В блоге проекта Дэррелл Галлахер написал: 
Наши друзья из Microsoft всегда видели в Tomb Raider большой потенциал и доверяли нашему видению ещё с нашего первого совместного анонса на E3 2011. Мы знаем, что в случае с этой игрой мы получим от них ещё больше поддержки, чем прежде: мы верим, что такой шаг приведёт к упрочнению Tomb Raider в качестве одного из крупнейших игровых брендов, чему поспособствует помощь, доверие и поддержка такого важного партнёра, как Microsoft.

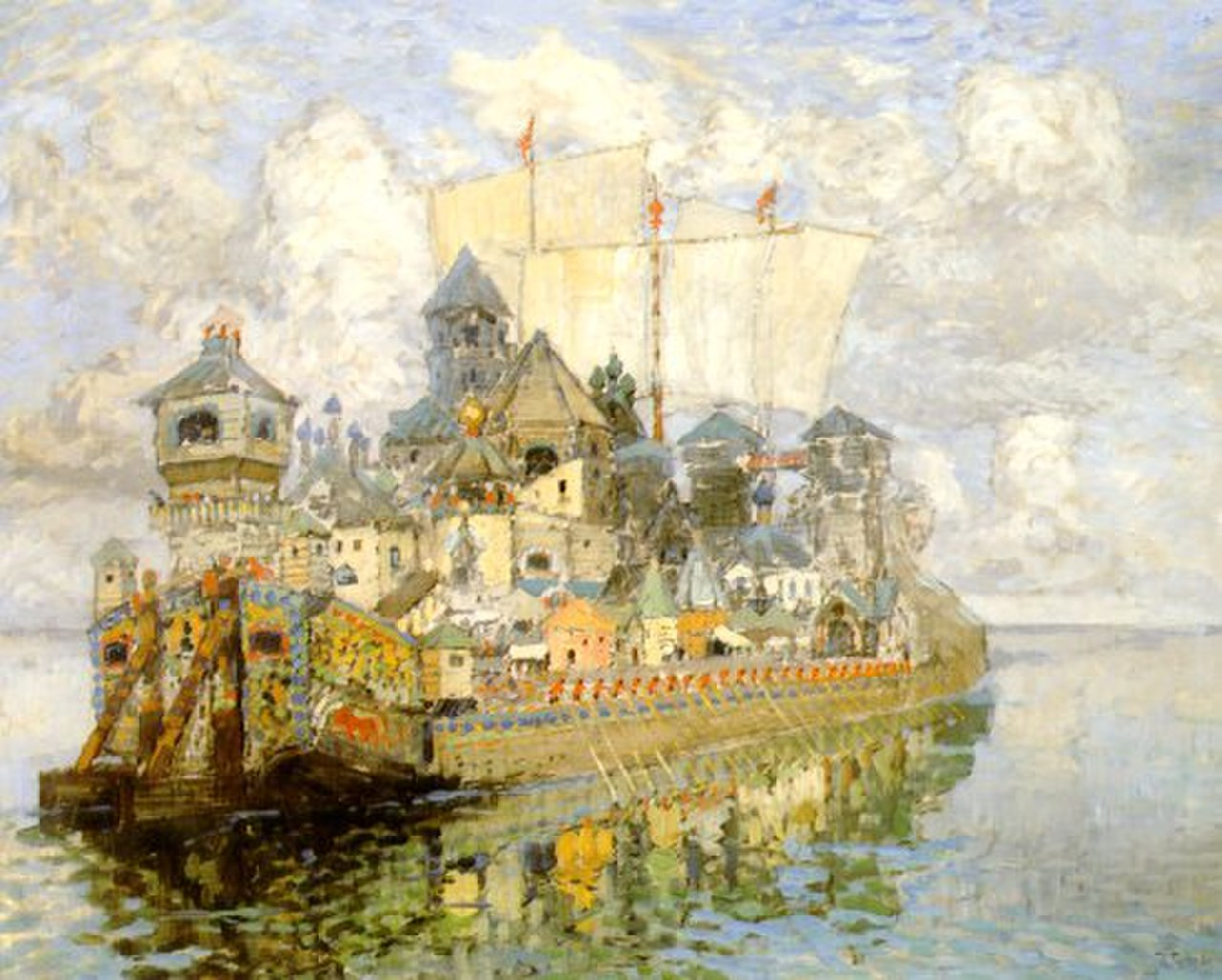
На иллюстрации — картина Константина Горбатова «Невидимый град Китеж»

Он предложил игрокам сыграть в Lara Croft and the Temple of Osiris и Tomb Raider: The Definitive Edition, которые есть на других консолях и PC. Глава подразделения Xbox Фил Спенсер сообщил Eurogamer, что Microsoft не владеет правами на интеллектуальную собственность Tomb Raider. Президент Sony Worldwide Studios Сухэй Ёсида отметил, что хотел бы увидеть игру на PlayStation 4 — «Слова Фила Спенсера, о том, что в рождественский период 2015 года Rise of the Tomb Raider будет эксклюзивом Xbox, прозвучали неоднозначно. Это заявление можно истолковать по-разному… Остаётся только надеяться, что рано или поздно Rise of the Tomb Raider выйдет на PlayStation 4». Впрочем, по мнению ряда обозревателей, сохранялась возможность выпуска игры на других платформах, но не раньше 2016 года.
Оптимизм игровых журналистов развеяла Crystal Dynamics, объявившая, что будущее игры после истечения срока эксклюзивности не определено. Пользователи сайта Change.org подали петицию о выходе игры на других платформах. В августе 2013 года хакеры, взломавшие канал Xbox в Twitch, извинились от лица Sony за то, что Rise of the Tomb Raider стал временным эксклюзивом. Они объяснили это тем, что Microsoft Studios расплатились «мешками денег». Позже Microsoft на странице в Facebook сообщила, что новая часть «Расхитительницы гробниц» выйдет только на консоли Xbox One, однако информация была опровергнута Спенсером, подтвердившим временный характер эксклюзива.
Первоначально озвучивалось, что предполагаемая дата выпуска проекта — конец 2015 года. На сайте французского магазина Amazon дата выхода игры была запланирована на 13 ноября. После того как эта информация была замечена общественностью, дата была заменена на шаблон «31 декабря 2015 года». На выставке E3 стало известно, что проект появится 10 ноября 2015 года.
23 июля 2015 года стало известно о планах Square Enix на выпуск Rise of the Tomb Raider для PC (Windows 10) и PlayStation 4. Дата выхода для PC намечена на 28 января 2016 года. Дата выхода игры на PlayStation 4 запланирована на конец 2016 года, однако в сети неоднократно появлялись слухи, что разработчики планируют перенести релиз на март 2016. Кроме того, компанией «Бука», которой достались права на издание Rise of the Tomb Raider в России и СНГ, были объявлены системные требования РС-версии игры. Разработчики заявили, что РС-версия будет оснащена антипиратской защитой Denuvo, которая считается одной из самых сложных систем безопасности в настоящее время.
В Европе Rise of the Tomb Raider была выпущена 13 ноября 2015 года в версиях для Xbox 360 и Xbox One. 28 января 2016-го игра появилась на PC, а 11 октября 2016 года стало доступно расширенное издание Rise of the Tomb Raider: 20 Year Celebration на PlayStation 4 (Slim, Pro), которое включает в себя почти все ранее вышедшие дополнения, новое премиум дополнение «Имение Крофт» с поддержкой PlayStation VR, новый режим совместной игры «Выносливость», режим сложности «Закалённая» для основной кампании, снаряжение и оружие в честь 20-летнего юбилея и 5 классических костюмов Лары. Также игроки смогли приобрести ограниченное издание игры, которое включало в себя весь перечисленный выше контент и дополнительно альбом с цветными иллюстрациями. На PC и Xbox One весь новый контент (кроме поддержки PlayStation VR) также стал доступен игрокам.
23 ноября 2021 года Square Enix выпустила обновление, где была добавлена поддержка технологии глубокого сглаживания Nvidia и улучшена стабильность игры при использовании DirectX 12.

## Критика
| Сводный рейтинг       | Сводный рейтинг                           |
| Агрегатор             | Оценка                                    |
| --------------------- | ----------------------------------------- |
| GameRankings          | 87,04 % (XONE) 85,86 % (PC) 88,69 % (PS4) |
| Metacritic            | 86/100 (XONE) 86/100 (PC) 88/100 (PS4)    |
| Иноязычные издания    |                                           |
| Издание               | Оценка                                    |
| Destructoid           | 7,5/10                                    |
| EGM                   | 8/10                                      |
| Game Informer         | 9,5/10                                    |
| GameRevolution        | [ 68 ]                                    |
| GameSpot              | 9/10                                      |
| GamesRadar+           | [ 70 ]                                    |
| IGN                   | 9,3/10                                    |
| OXM                   | 4,5/5                                     |
| Polygon               | 8,5/10                                    |
| VideoGamer            | 9/10                                      |
| Русскоязычные издания |                                           |
| Издание               | Оценка                                    |
| 3DNews                | 9/10                                      |
| «IGN Россия»          | 7/10                                      |
| PlayGround.ru         | 8,8/10                                    |
| Riot Pixels           | 75 %                                      |
| StopGame.ru           | Похвально                                 |
| «Игромания»           | 9/10                                      |
| «Игры Mail.ru»        | 8,5/10                                    |
| «Канобу»              | 8/10                                      |
| «НИМ»                 | 6,4/10                                    |
| Gameguru.ru           | 8,5/10                                    |
| Gmbox.ru              | 8/10                                      |

| Сводный рейтинг | Сводный рейтинг |
| Агрегатор       | Оценка          |
| --------------- | --------------- |
| GameRankings    | 72,92 %         |

Rise of the Tomb Raider входила в списки самых ожидаемых игр года. Обозреватели отмечали странность того, что главная героиня ищет Китежград в Сибири, учитывая, что озеро Светлояр, чьи воды по преданию поглотили Китеж, находится в Нижегородской области.
Издание «Игромания» оценило Rise of the Tomb Raider на девять баллов из десяти возможных. Обозреватель отметил, что вторая часть перезапуска вселенной Лары Крофт значительно лучше игры 2013 года.

Вторая часть перезапущенной саги о Ларе Крофт на порядок убедительнее первой. Crystal Dynamics подтянули сценарий и сдвинули акценты в сторону классических приключений (чтобы больше не называли «конкурентом Uncharted»), но не отказались при этом от зрелищной постановки и механик, которые раньше работали хорошо. В таких условиях Rise of the Tomb Raider чувствует себя прекрасно.
— игровой журнал «Игромания»

## Продажи
Продажи игры в Великобритании за первую неделю составили около 60 тысяч копий (что в три раза ниже чем у Tomb Raider в первые сутки). Менеджер проекта объяснил, что для старта продаж был выбран неподходящий период, так как в это же время вышли такие игры как: Fallout 4 и StarCraft 2: Legacy of the Void.
За первый месяц продажи в цифровой форме для Windows превзошли Xbox One в 3 раза. Было продано более 1 миллиона копий игры до конца 2015 года и почти 7 миллионов к ноябрю 2017 года.
В 2018 году, благодаря уязвимости в защите Steam Web API, стало известно, что точное количество пользователей сервиса Steam, которые играли в игру хотя бы один раз, составляет 2 491 210 человек.
В мае 2022 года стало известно, что продажи Tomb Raider, Rise of the Tomb Raider и Shadow of the Tomb Raider достигли 38 млн копий.

## Дополнения
Изначально разработчики запланировали выпустить три дополнения к игре, которые будут доступны бесплатно обладателям сезонного пропуска. Первое, Endurance Mode, было выпущено 29 декабря 2015 года и добавило в игру режим повышенной сложности, в котором Ларе необходимо искать еду и горючее для выживания. 26 января, почти одновременно с компьютерной версией основной игры, появилось сюжетное дополнение Baba Yaga: Temple of the Witch, включающее новые гробницы, головоломки и сюжетную кампанию. Помимо этих DLC, разработчики выпустили различные альтернативные костюмы и оружие для героини, а также множество экспедиционных карточек (в общей сложности, было выпущено 10 небольших наборов). Cold Darkness Awakened — третье крупное дополнение. 20 Year Celebration Pack — первое и последнее крупное обновление, приуроченное к 20-летию серии Tomb Raider.